# Пентасульфид диурана
Пентасульфид диурана — бинарное неорганическое соединение
урана и серы
с формулой U2S5,
кристаллы.

## Получение
- Нагревание стехиометрической смеси чистых веществ:

{\displaystyle {\mathsf {2U+5S\ {\xrightarrow {1650^{o}C}}\ U_{2}S_{5}}}}

## Физические свойства
Пентасульфид диурана образует кристаллы 
ромбической сингонии, параметры ячейки a = 0,741 нм, b = 0,806 нм, c = 1,170 нм, Z = 4
.
Соединение образуется по перитектической реакции при температуре 1650°С.